# Masala (gênero cinematográfico)
Masala é um gênero de filme indiano que mistura elementos de drama, comédia, romance e ação. O nome vem da mistura de temperos da culinária indiana. The Hindu considera o masala o único gênero de cinema tipicamente indiano.
O gênero surgiu nos anos 70, com o cineasta Manmohan Desai e os roteiristas Salim-Javed.

## Influências
Embora o gênero em si tenha surgido nos anos 70, a literatura sânscrita, incluindo o Mahabharata e o Ramayana, que exerceram grande influência no pensamento e imaginação do cinema indiano, sempre se utilizou de elementos parecidos. Dentre estes elementos, inclui-se a trama secundária, a história de fundo e a "história dentro da história". O teatro sânscrito, que colocava bastante ênfase na música, na dança e no espetáculo, também exerceu grande influência. Outras influências foram o teatro popular indiano, e o teatro persa, que misturava realismo e fantasia, música e dança, narrativa e espetáculo na mesma peça. O teatro persa continha humor inalduterado e ingênuo, bem como músicas e técnicas "improvisadas" impressionantes.
Por fim, houve a influência de Hollywood dos anos 20 aos 50, quando musicais eram comuns. No entanto, o cinema indiano se distanciou de Hollywood de várias formas. Por exemplo: nos musicais de Hollywood, o enredo costumava ser o próprio meio artístico, com narrativas realistas, enquanto que no cinema indiano, os elementos fantásticos eram exagerados, usando música, dança e "contos de fada". Não havia qualquer tentativa de disfarçar o fato de que estes elementos não eram reais, e, ao mesmo tempo, faziam parte da vida real, de forma simbólica e complexa.

## Influência fora do cinema indiano
O filme "Quem Quer Ser um Milionário" (Slumdog Millionaire), de Danny Boyle, baseado no romance de Vikas Swarup "Q & A", é considerado por vários críticos como um "filme masala", foi, de fato, baseado diretamente no gênero. Outro filme que, segundo o próprio diretor, foi inspirado nos musicais de Bollywood, foi Moulin Rouge! (2001).